# Jürgen Ahrens

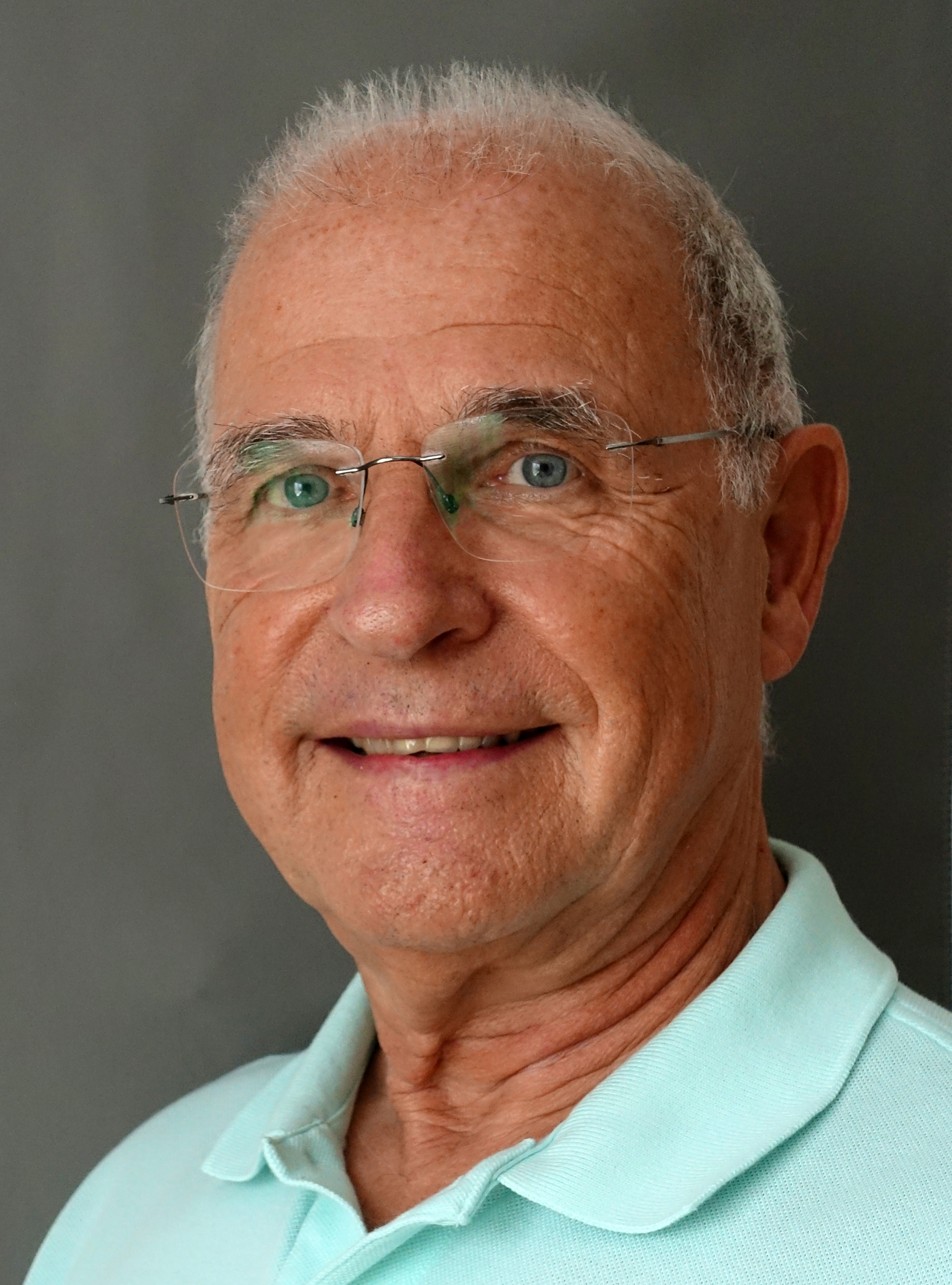
Jürgen Ahrens (2022)

Jürgen Helmut Ahrens (* 8. November 1949 in Bremen) ist ein deutscher Schriftsteller, Texter, Journalist und Fotograf.

## Werdegang
Ahrens studierte Germanistik, Musikwissenschaft, Grafikdesign und Fotodesign. 1977 begann er eine Laufbahn als Texter und arbeitete in verschiedenen internationalen Werbeagenturen in Düsseldorf und München.
Im April 1985 machte er sich in München selbstständig und arbeitet seitdem als Texter, Kampagnenentwickler und Übersetzer. Im Auftrag der BMW Group schrieb er mehrere Autobücher – u. a. zur 3er Reihe, zur 7er Reihe, zum Z8 und zur Fahrzeugstudie Rolls-Royce Vision Next 100 – sowie eine Unternehmenschronik und den Bildband „BMW M Power“ (herausgegeben von der BMW M GmbH). Von 2000 bis 2008 verfasste er außerdem regelmäßig Artikel für das BMW Magazin. Daneben arbeitete er auch als freier Journalist für die Süddeutsche Zeitung.
2010 veröffentlichte Ahrens sein erstes belletristisches Werk, den Science-Fiction-Roman „Mitosis“, als Hörbuch im Essener ActionVerlag. 2011 folgte im gleichen Verlag der Psychothriller „Schattenzone“. Im September 2013 brachte der Münchner Heyne Verlag sein Sachbuch „Wie deutsch ist das denn?!“ heraus, das in feuilletonistischer Form die populärsten Irrtümer über Deutschland und die Deutschen aufdeckt.
2018 begann Ahrens mit dem Schreiben von Kriminalromanen. Der erste Band seiner Tegernsee-Reihe mit dem fiktiven Kommissar Markus Kling, „Tegernsee-Connection“, erschien im August 2020 im Gmeiner-Verlag. Der zweite Band, „Tegernsee-Kartell“, erschien im April 2022 ebenfalls im Gmeiner-Verlag. Seit August 2020 ist Jürgen Ahrens Mitglied bei Syndikat e. V., einem Verein zur Förderung deutschsprachiger Kriminalliteratur, in dem deutschsprachige Krimiautoren organisiert sind.
Jürgen Ahrens ist verheiratet und lebt seit 1982 in seiner Wahlheimat München.

## Publikationen
- BMW M Power, BMW AG 1998
- Mitosis (Hörbuch), ActionVerlag 2010 (Sprecher: Fabian von Klitzing, Musik: Thomas Nolte), ISBN 978-3-86210-704-9 (außerdem als Amazon Kindle-Ebook)
- Schattenzone (Hörbuch), ActionVerlag 2011 (Sprecher: Hubert Burczek), ISBN 978-3-86210-413-0 (außerdem als Amazon Kindle-Ebook)
- Wie deutsch ist das denn?! (Taschenbuch), Wilhelm Heyne Verlag 2013, ISBN 978-3-453-60241-0
- Tegernsee-Connection (Taschenbuch), Gmeiner-Verlag 2020, ISBN 978-3-8392-2762-6
- Tegernsee-Kartell (Taschenbuch), Gmeiner-Verlag 2022, ISBN 978-3-8392-0200-5